# Taenaris nox
Taenaris nox är en fjärilsart som beskrevs av Kirby 1901. Taenaris nox ingår i släktet Taenaris och familjen praktfjärilar. Inga underarter finns listade i Catalogue of Life.